# Éver Amarilla
Ever Amarilla (n. Asunción, Paraguay, 13 de agosto de 1984) es un futbolista paraguayo. Es un veloz y letal delantero y actualmente milita en el Club Cristóbal Colón de la División Intermedia de Paraguay.

## Clubes
| Club                  | País     | Año       |
| --------------------- | -------- | --------- |
| 3 de Febrero          | Paraguay | 2005-2006 |
| Sol de América        | Paraguay | 2007-2008 |
| Curicó Unido          | Chile    | 2009      |
| Deportes Puerto Montt | Chile    | 2009      |
| General Caballero     | Paraguay | 2010-2011 |
| Sportivo Carapeguá    | Paraguay | 2012      |
| 2 de Mayo             | Paraguay | 2013      |
| Independiente         | Paraguay | 2014      |
| Deportivo Caaguazú    | Paraguay | 2015      |
| Tacuary               | Paraguay | 2015      |
| Olimpia de Itá        | Paraguay | 2016      |
| Deportivo Caaguazú    | Paraguay | 2016-2017 |
| Martín Ledesma        | Paraguay | 2018      |
| Guaireña FC           | Paraguay | 2018      |
| Cristóbal Colón (Ñ)   | Paraguay | 2019      |